# Chuck Ragan

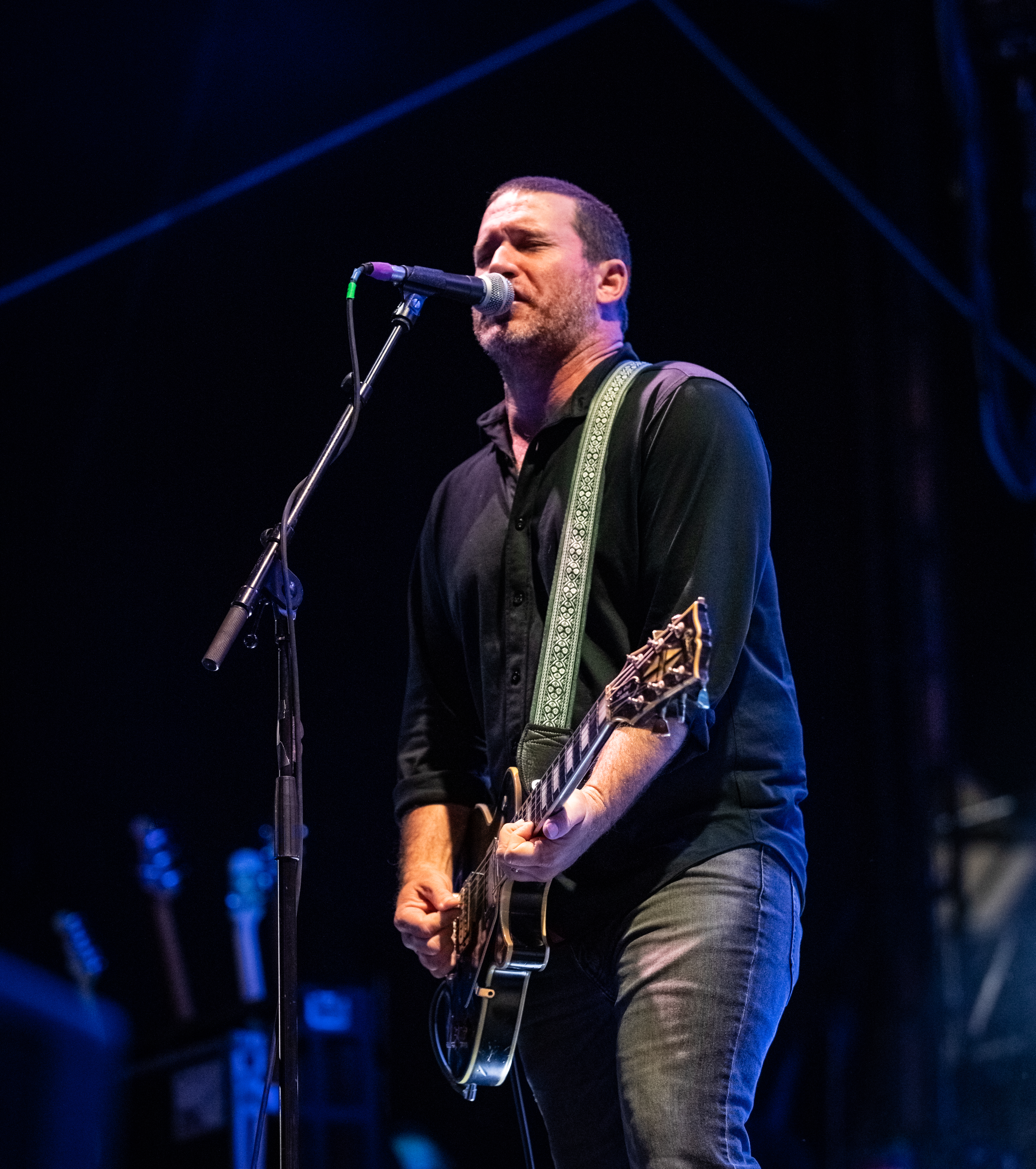
Chuck Ragan en 2019.

Charles Allen «Chuck» Ragan (n. 30 de octubre de 1974) es un cantante y guitarrista estadounidense que forma parte de la banda de punk rock y post hardcore Hot Water Music. Recientemente ha comenzado su carrera en solitario.

## Biografía

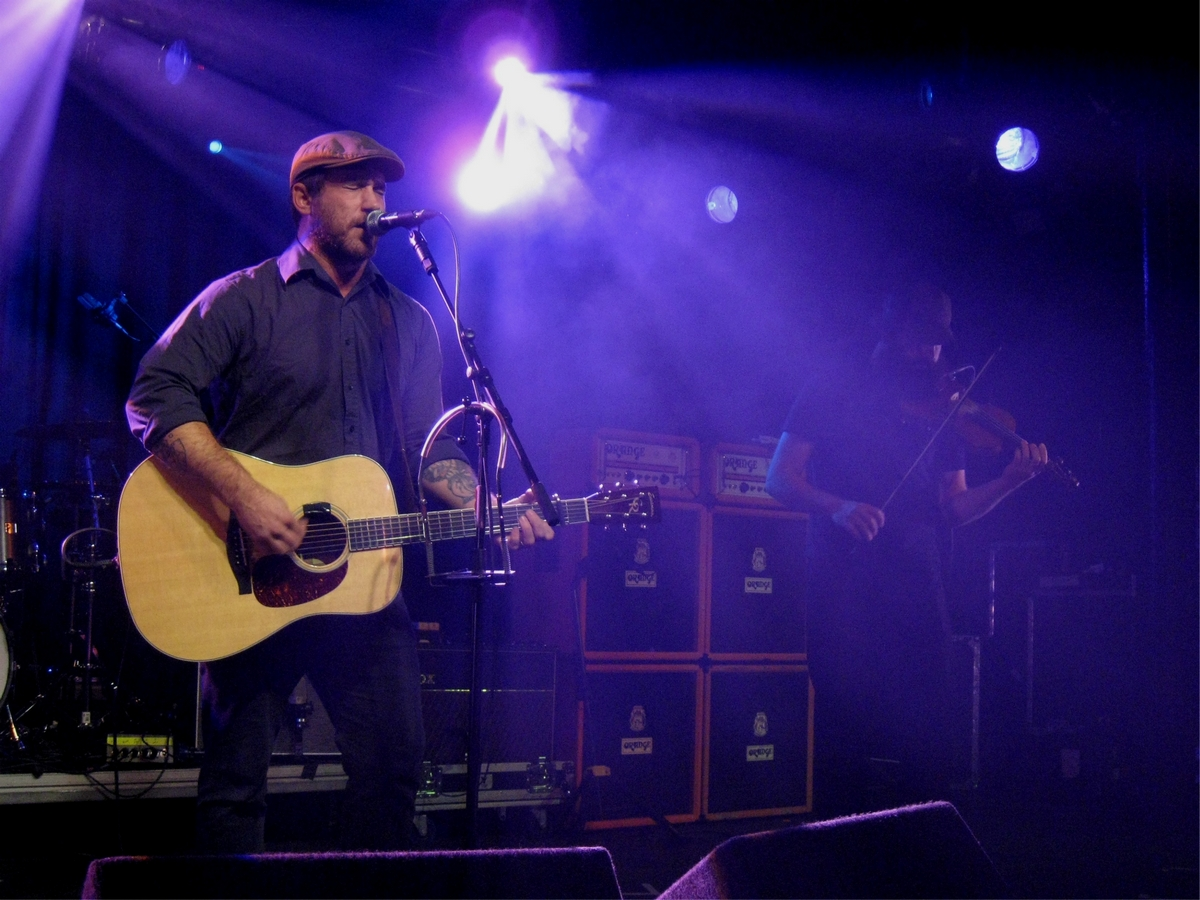
Chuck Ragan junto con Jon Gaunt en Nottingham (16 de noviembre de 2010) en un tour con The Gaslight Anthem.

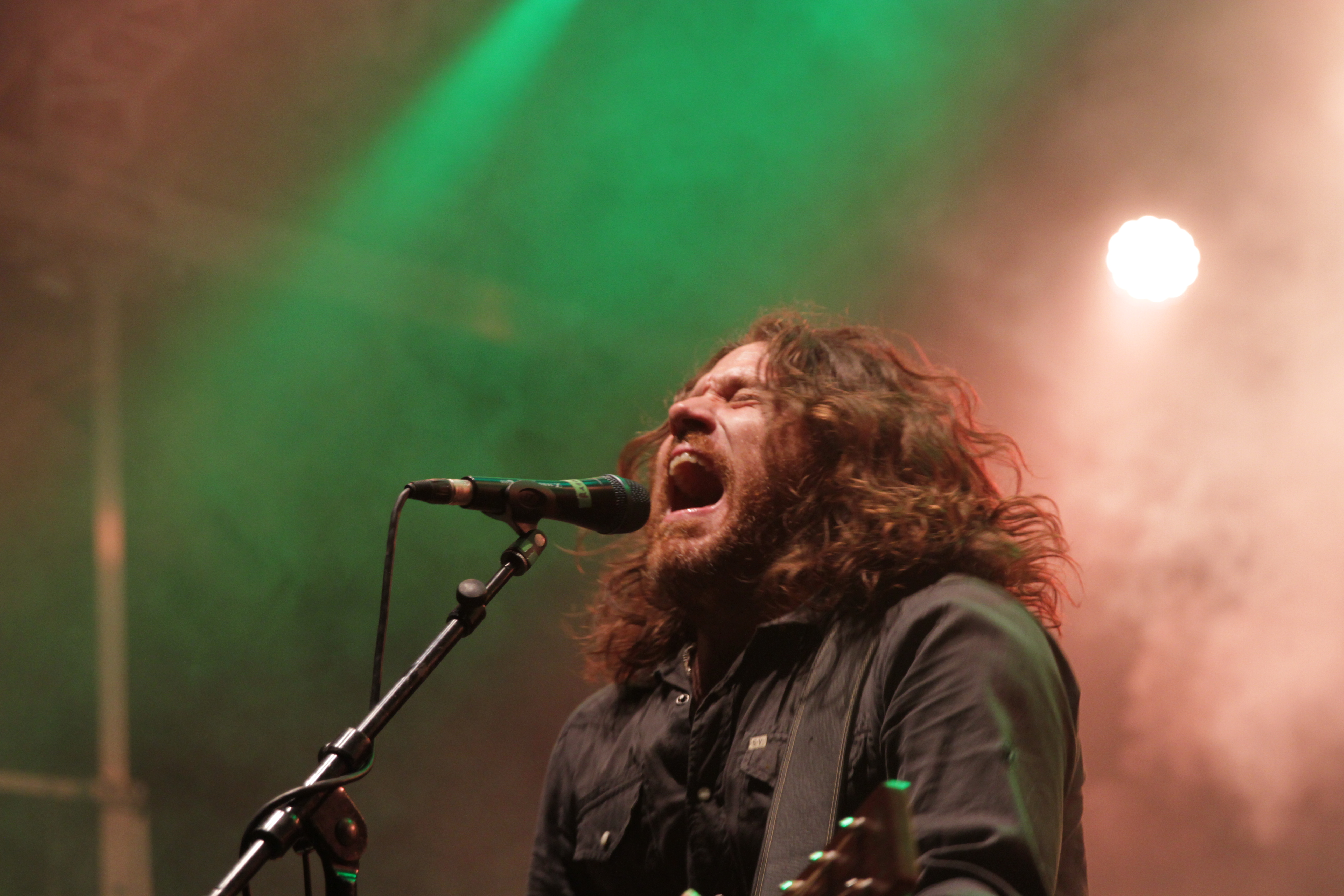
Chuck Ragan, Rock Camp 2014.

Chuck Ragan comenzó tocando en bandas locales de Gainesville, Florida como Fossil. En 1994, él, Wollard, Jason Black y George Rebelo forman Hot Water Music. Paralelamente a esta banda, formó Rumbleseat junto a Chris Wollard y Samantha Jones, aunque tan solo grabaron un disco, Is Dead, lanzado por No Idea Records (discográfica que distribuyó la mayoría de discos de Hot Water Music) en 2005. En 2006 decide dejar HWM para cuidar de su familia después de 12 años, intensas giras por Estados Unidos y Europa, 9 discos de estudio y varios EP.
Actualmente ha comenzado su carrera en solitario y ha grabado un disco, Los Feliz, lanzado por SideOneDummy Records el 8 de mayo de 2007. En esta nueva etapa musical en su carrera, Chuck deja aparte el punk y el post-hardcore que venía tocando con HWM para hacer un disco acústico con gran influencia folk estadounidense. En este trabajo toca la guitarra y la armónica.

## Discografía

### Álbumes de estudio
- Feast or Famine; 2007.
- Bristle Ridge; con Austin Lucas; 2008; Hometown Caravan; LP (Ltd. European Tour Ed.) / Ten Four Records; LP/CD.

### Álbumes en vivo
- Los Feliz; 2007, Side One Dummy Records.

### Canciones
The 7-Inch Club; 2006-2007; No Idea Records (Ragan lanzó una serie de 7 canciones, una por mes, referidas colectivamente como «The 7-Inch Club»). La serie fue también presentada en un CD llamado The Blueprint Sessions que acompaña un correo final de 7-Inch Club.